# Kennan Sepúlveda
Kennan Jesús Sepúlveda Acevedo (Valparaíso, Región de Valparaíso, Chile, 8 de febrero de 2002) es un futbolista chileno. Juega de delantero y su equipo actual es el Brujas de Salamanca de la Segunda División de Chile.

## Trayectoria
Formado en las divisiones inferiores del Santiago Wanderers llegaría al primer equipo durante 2019 teniendo su debut en la última fecha de la primera rueda del torneo de la Primera B donde ingresaría en el segundo tiempo durante un partido donde tanto su equipo como el rival, Deportes Puerto Montt, jugarían con juveniles anotando el gol de descuento en la derrota definitiva por dos tantos contra uno.

## Selección nacional
Fue parte de la Selección de fútbol sub-15 de Chile que disputó el Campeonato Sudamericano de Fútbol Sub-15 de 2017 jugando todos los partidos que disputaría su selección en el torneo además de convertir dos goles, uno frente a República Checa y otro frente a Argentina.
Su siguiente participación sería con la Selección de fútbol sub-17 de Chile que jugaría el Campeonato Sudamericano de Fútbol Sub-17 de 2019 donde pese a no ser titular indiscutido lograría ser parte del segundo lugar obtenido por aquel conjunto que además clasificaría a la Copa Mundial de Fútbol Sub-17 de 2019 siendo parte de la preparación de esta.

### Participaciones en Copas del Mundo
| Mundial                     | Sede   | Resultado        | Partidos | Goles |
| --------------------------- | ------ | ---------------- | -------- | ----- |
| Copa Mundial Sub-17 de 2019 | Brasil | Octavos de final | 4        | 0     |

## Estadísticas

### Clubes
| Club                       | Div.          | Temporada     | Liga  | Liga  | Copas nacionales | Copas nacionales | Torneos internacionales | Torneos internacionales | Total | Total |
| Club                       | Div.          | Temporada     | Part. | Goles | Part.            | Goles            | Part.                   | Goles                   | Part. | Goles |
| -------------------------- | ------------- | ------------- | ----- | ----- | ---------------- | ---------------- | ----------------------- | ----------------------- | ----- | ----- |
| Santiago Wanderers · Chile | 2.ª           | 2019          | 4     | 1     | —                | —                | —                       | —                       | 4     | 1     |
| Santiago Wanderers · Chile | 1.ª           | 2020          | 4     | 0     | —                | —                | —                       | —                       | 4     | 0     |
| Santiago Wanderers · Chile | 1.ª           | 2021          | 3     | 0     | 2                | 0                | —                       | —                       | 5     | 0     |
| Santiago Wanderers · Chile | Total club    | Total club    | 11    | 1     | 2                | 0                | 0                       | 0                       | 13    | 1     |
| San Luis · Chile           | 2.ª           | 2022          | 5     | 1     | —                | —                | —                       | —                       | 5     | 1     |
| San Luis · Chile           | 2.ª           | 2023          | 9     | 1     | 1                | 1                | —                       | —                       | 10    | 2     |
| San Luis · Chile           | Total club    | Total club    | 14    | 2     | 1                | 1                | 0                       | 0                       | 15    | 3     |
| Total carrera              | Total carrera | Total carrera | 25    | 3     | 3                | 1                | 0                       | 0                       | 28    | 4     |
| 1. 2. 3.                   |               |               |       |       |                  |                  |                         |                         |       |       |

### Resumen estadístico
| Competición      | Partidos | Goles | Promedio |
| ---------------- | -------- | ----- | -------- |
| Primera B        | 18       | 2     | 0.11     |
| Selección Sub-15 | 5        | 2     | 0.40     |
| Selección Sub-17 | 8        | 0     | 0.00     |
| Total            | 31       | 4     | 0.12     |

## Palmarés

### Títulos nacionales
| Título    | Club               | País  | Año  |
| --------- | ------------------ | ----- | ---- |
| Primera B | Santiago Wanderers | Chile | 2019 |